# Yaron Brook

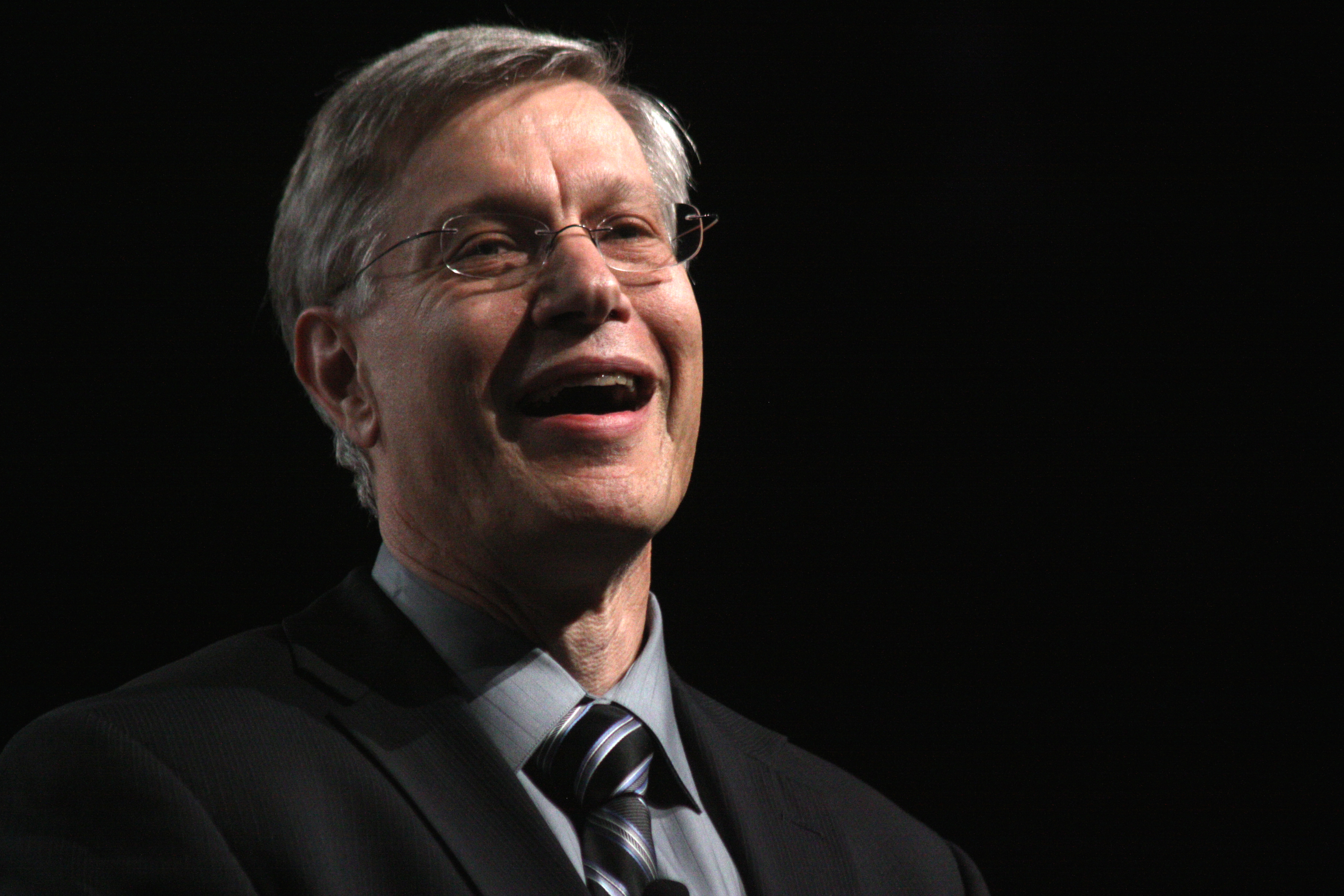
Yaron Brook dando una conferencia en el Tea Party.

Yaron Brook (Jerusalén, 23 de mayo de 1961) es un economista, activista y escritor israelí. Es un seguidor del Objetivismo y actualmente se desempeña en el rol de presidente de junta del Ayn Rand Institute (California), donde fue director ejecutivo desde el 2000 hasta 2017. También es cofundador de BH Equity Research y es autor de varios libros donde analiza una variedad de temas desde una perspectiva objetivista.

### Artículos
- Brook, Yaron (Fall 2007). «The Morality of Moneylending: A Short History». The Objective Standard (en inglés) (Glen Allen) 2 (3). ISSN 1559-1913. Archivado desde el original el 5 de mayo de 2012. Consultado el 27 de mayo de 2012.
- Brook, Yaron (Fall 2008). «The Resurgence of Big Government». The Objective Standard (en inglés) (Glen Allen) 3 (3). ISSN 1559-1913. Archivado desde el original el 10 de mayo de 2012. Consultado el 27 de mayo de 2012.
- Brook, Yaron; Charlton, William T., Jr.; Hendershott, Robert J. (Autumn, 1998). «Do Firms Use Dividends to Signal Large Future Cash Flow Increases?». Financial Management (en inglés) (Oxford: Blackwell Publishing) 27 (3): 46-57. doi:10.2307/3666274.
- Brook, Yaron; Rao, Ramesh K. S. (Sep., 1994). «Shareholder Wealth Effects of Directors' Liability Limitation Provisions». The Journal of Financial and Quantitative Analysis (en inglés) (Seattle: University of Washington School of Business Administration) 29 (3): 481-497. Consultado el 27 de mayo de 2012.
- Brook, Yaron; Hendershott, Robert; Lee, Darrell (Dec., 1998). «The Gains from Takeover Deregulation: Evidence from the End of Interstate Banking Restrictions». The Journal of Finance (en inglés) (Oxford: Blackwell Publishing) 53 (6): 2185-2204. Consultado el 27 de mayo de 2012.

### Libros
- Brook, Yaron; Watkins, Don (2012). Free Market Revolution: How Ayn Rand's Ideas Can End Big Government [Revolución del mercado libre: Cómo las ideas de Ayn Rand pueden terminar al gobierno grande] (en inglés). Hampshire: Palgrave Macmillan. ISBN 978-0-230-34169-2.

### Web
- «Yaron Brook» (en inglés). Archivado desde el original el 13 de mayo de 2012. Consultado el 27 de mayo de 2012.
- Yaron Brook. «Ayn Rand's Moral Defense of Capitalism» (en inglés). Foundation for Economic Education. Archivado desde el original el 16 de diciembre de 2011. Consultado el 27 de mayo de 2012.